# Joaquim José Tasso
Joaquim José Tasso, mais conhecido por Actor Tasso ComSE (Lisboa, 22 de agosto de 1819 — Lisboa, 27 de maio de 1870) foi um ator português do século XIX.

## Biografia
Nascido Joaquim José Tasso a 22 de agosto de 1819, na Rua de São Filipe Nery, freguesia de São Mamede, em Lisboa, era filho de pai italiano, Giuseppe Tasso, natural da pequena vila piscatória de Nervi, em Génova e de sua mulher, Maria do Carmo, natural da freguesia de São José, em Lisboa. Foi baptizado a 2 de novembro de 1819 na Igreja do Loreto, aos 2 meses, tendo por padrinho o seu primo José Tasso e por madrinha Nossa Senhora.

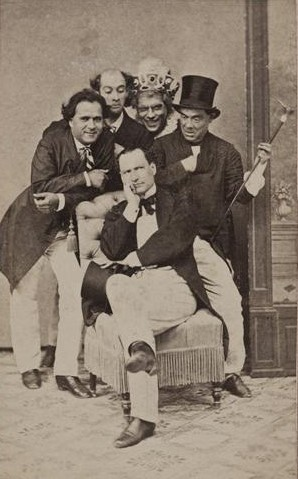
Retrato fotográfico dos atores Raimundo de Queirós (esquerda), Leoni (centro-esquerda), Isidoro (centro-direita), Taborda (direita) e Tasso (sentado), aquando da representação da peça O Barba Azul (Museu Nacional do Teatro e da Dança, Joaquim Coelho da Rocha, 1868).

Órfão aos 5 anos, completou o ensino preparatório e cursou a escola de desenho e a academia de Marinha. Sentindo-se vocacionado para as lides teatrais, muitos foram os momentos em que substituía a assiduidade nas aulas pelas lições de declamação proferidas pelo ator e dramaturgo Émile Doux, a que assistia escondido.
A sua primeira incursão como ator teatral ocorreu no drama Jaquelina da Baviera a 18 de dezembro de 1839 no Teatro da Rua dos Condes. Na sequência da morte do Actor Ventura, surgiu a sua oportunidade de interpretar papéis em lugares de maior destaque, designadamente nas peças Barba-Roxa e Sineiro de São Paulo, tendo conseguindo granjear do público um forte entusiasmo na peça A Abadia de Viterbo, a 26 de agosto de 1841. Deste modo, rapidamente conquistou o estatuto de galã, tornando-se numa referência de beleza e de vestir bem, ao ponto de se ter criado uma expressão popular "veste uma casaca como Tasso". Tasso era um homem de elevada estatura, uma figura arrancada de um quadro da idade média e vestida com trajo contemporâneo; dotado de aspeto nobre, de olhar afável, a sua presença despertava simpatias em quantos o viam. A sua conversação tornava-se logo íntima; parecia que só nascera para viver entre amigos.
No entanto, as suas competências interpretativas, à época consideradas de excelência, levaram a que fosse igualmente considerado como uma referência no que respeita aos géneros cómico e trágico, fazendo rir e declamando de forma profunda (foi muito referenciado pela sua exímia técnica de choro em palco), respetivamente. Referenciam-se também o frequente aluguer de camarotes e recurso a óculos de teatro por parte do público feminino nos espetáculos em que participava. Imbuído por este contexto de estrelato, nesta fase ainda considerada inicial, dedicava pouco estudo aos papéis que interpretava, muitas vezes improvisando em palco.

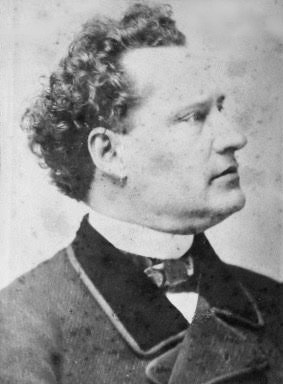
Retrato fotográfico do Actor Tasso (Biblioteca-Arquivo do Teatro Nacional D. Maria II).

A 13 de abril de 1846 assinalou-se a inauguração do Teatro Nacional D. Maria II. A sua criação decorreu de uma medida tomada por Passos Manuel na sequência da Revolução de Setembro. Neste contexto, foi criada uma portaria régia que incumbiu Almeida Garrett de criar um plano para a fundação e organização de um teatro nacional, que contribuísse para edificação do teatro português. Entre esta deliberação e a inauguração do teatro, construído no local onde se encontravam os escombros do Palácio dos Estaus, a instituição funcionou provisoriamente no Teatro da Rua dos Condes. Assim, o empresário teatral Francisco Palha, nomeado Comissário Régio, convidou Joaquim José Tasso para integrar a primeira companhia do novo Teatro Nacional, tendo-se aí estreado no drama histórico em cinco atos O magriço e os doze de Inglaterra no dia da sua inauguração. Segundo o empresário teatral António de Sousa Bastos, esta peça, escrita por Jacinto Heliodoro de Faria Aguiar de Loureiro, foi pateada nas primeiras representações porque Tasso não havia decorado o seu papel. No entanto, ao longo do seu trabalho neste espaço teatral, desenvolveu uma carreira considerada brilhante pela crítica.

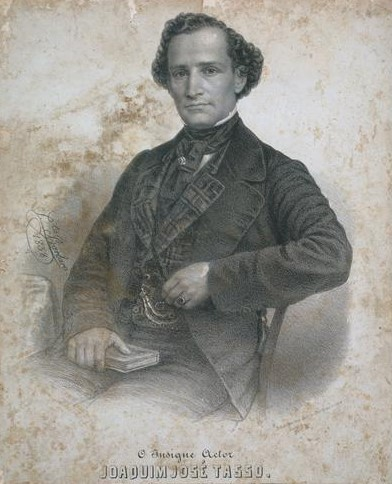
Litografia do Actor Tasso (Museu Nacional do Teatro e da Dança, António Joaquim de Santa Bárbara, 1858).

Considerando que os ordenados auferidos pelos artistas não refletiam o seu trabalho bem como o reconhecimento da sua carreira, visto que ao longo de trinta anos se mantinham congelados, levou a cabo uma greve de uma semana com Teodorico Baptista da Cruz e João Anastácio Rosa, tendo alcançado sucesso neste empreendimento, obtendo um aumento salarial.
Em 1863, sob a proteção de D. Luís I, vai juntamente com o ator José Carlos dos Santos para Paris, onde perfecciona a sua arte, tendo o regresso dos dois atores ocupado todo o folhetim de A Revolução de Setembro de 25 de agosto de 1863. Menos de um mês depois, Joaquim José Tasso casa-se, aos 43 anos, a 19 de setembro de 1863 na Igreja de Santa Justa e Santa Rufina, ao Rossio, com Lúcia Joaquina da Conceição Ferreira, de 41 anos, natural da freguesia de Santos-o-Velho, em Lisboa, filha de Custódio Francisco Ferreira, natural de Almada e de sua mulher, Mariana Luísa, natural de Lisboa. Nunca tiveram filhos.

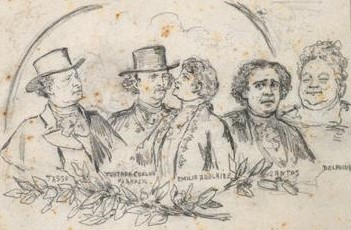
Desenho da autoria de Rafael Bordalo Pinheiro, representando (da esquerda para a direita): Tasso, Furtado Coelho, Emília Adelaide, José Carlos dos Santos e Delfina.

Quando Francisco Palha abdicou do seu cargo de comissário, convidou novamente Tasso para o acompanhar na criação da companhia que iria fundar o Teatro da Trindade, tendo atuado na sua estreia, no drama A mãe dos pobres a 30 de novembro de 1867.
Tasso desempenhou o seu último papel na peça D. Frei Caetano Brandão, a 29 de agosto de 1869, junto de Emília das Neves e Emília Adelaide.
Diagnosticado com uma angina de peito, faleceu a doze dias da estreia do drama Marion Delorme no Teatro D. Maria II, sendo o seu papel atribuído a Guilherme da Silveira, que viria a ter um forte contributo na construção do Teatro Apolo do Rio de Janeiro e do Teatro D. Amélia.
Tasso faleceu às 4 horas da madrugada de 27 de maio de 1870, na sua residência, o quarto andar do número 266 da Rua Áurea, na extinta freguesia da Conceição Nova, em Lisboa. Foi sepultado no Jazigo dos Artistas Dramáticos, no Cemitério dos Prazeres, em Lisboa.
A sua morte precoce aos 50 anos consternou a população portuguesa ocasionando um estado de luto nacional que levou a que os teatros fechassem as portas. Em maio de 1870 realiaou-se, no Teatro da Trindade, uma récita em benefício da viúva de Tasso, Lúcia. Em homenagem ao finado artista, Baptista Machado, poeta e ator, falecido algum tempo depois, compôs e recitou nessa noite uma poesia que intitulou À memoria de Joaquim José Tasso, dando-lhe como epígrafe versos de Luís de Camões.
Foi agraciado com a Comenda da Ordem de Santiago da Espada. Em sua homenagem, o seu nome foi atribuído a um teatro construído na Sertã no ano de 1915. É também homenageado na toponímia de Lisboa, num arruamento da freguesia de Coração de Jesus (Rua Actor Tasso), que se inicia no Largo do Andaluz (Edital de 11 de dezembro de 1906).